# Mourad Rahmouni
Mourad Rahmouni (ar. مراد رحموني; ur. 3 grudnia 1963 w Sidi Aïch) – algierski piłkarz grający na pozycji prawego obrońcy. W swojej karierze rozegrał 20 meczów w reprezentacji Algierii.

## Kariera klubowa
Swoją karierę piłkarską Rahmouni rozpoczął w klubie JS Kabylie. W sezonie 1984/1985 zadebiutował w jego barwach w pierwszej lidze algierskiej i grał w nim niemal przez całą swoją karierę, czyli do końca sezonu 1998/1999. W sezonie 1992/1993 był piłkarzem JS Bordj Menaïel. Wraz z JS Kabylie wywalczył pięć tytułów mistrza Algierii w sezonach 1984/1985, 1985/1986, 1988/1989, 1989/1990 i 1994/1995, dwa wicemistrzostwa w sezonach 1987/1988 i 1997/1998 oraz trzy Puchary Algierii w sezonach 1985/1986, 1991/1992 i 1993/1994. W 1990 roku zdobył Puchar Mistrzów.

## Kariera reprezentacyjna
W reprezentacji Algierii Rahmouni zadebiutował 29 października 1988 roku w zremisowanym 1:1 towarzyskim meczu z Angolą, rozegranym w Mu’askarze. W 1992 roku został powołany do kadry na Puchar Narodów Afryki 1992. Rozegrał na nim dwa mecze: grupowe z Wybrzeżem Kości Słoniowej (0:3) i z Kongiem (1:1). Od 1988 do 1992 roku rozegrał w kadrze narodowej 20 meczów.